# コパエン
コパエン (Copaene) またはα-コパエンは、精油が取れる多くの植物に含まれる液状の炭化水素である。1914年に初めてこの物質が単離された熱帯の樹木コパイーバ (Copaifera langsdorffii) から名付けられた。キラリティーを含む構造は、1963年に決定された。二重結合の位置が異なる異性体であるβ-コパエンは、1967年に初めて報告された。
化合物としてのコパエンは、3つの環を持つセスキテルペンである。分子はキラルで、維管束植物に最も一般的に見られるα-コパエンのエナンチオマーの旋光は、約−6°である。また、いくつかの植物には、比較的珍しい (+)-α-コパエンが少量存在する。この異性体は、農業病害虫であるチチュウカイミバエを強力に惹きつける効果を持つため、経済的に重要である。